# Очерки
«Очерки» — газета, выходившая в Санкт-Петербурге с 11 января по 8 апреля 1863 года.

## История
Газета политическая и литературная «Очерки» выходила с 11 января по 8 апреля 1863 года ежедневно в утреннем и вечернем выпусках. Вышло 94 номера.
Издателем газеты был А. Н. Очкин, редактировал Г. З. Елисеев.
Газета «Очерки» придерживалась демократического направления. Очкин пригласил в качестве неофициального редактора новой газеты Григория Елисеева, сообщив об этом в объявлении о подписке. Это определило и идеологическое направление газеты и формирование основного ядра сотрудников. Вместе с Елисеевым в газету пришли М. А. Антонович, П. А. Гайдебуров, А. С. Гиероглифов, Мазуренко, С. С. Шашков, А. П. Щапов и другие.
Беллетристика «Очерков» была представлена произведениями демократических писателей: А. Левитов («Горбун», № 61—62), Марко Вовчок («Скрипка», № 11, «Чорнокрыл», № 45—48, «Не под пару», № 88, «Два сына», № 89, «Чары», № 90), Н. Г. Помяловский («Вукол», № 87) и др.
Первый номер «Очерков» вызвал резкий выпад в свой адрес со стороны знаменитого в свое время «добровольца сыска» в литературе Аскоченского. В статье «Журнальные жучки» («Домашняя беседа», 1863, № 2) он обвинил газету «в материализме, коммунизме и самом беспардонном радикализме».
Газета не имела единой политической программы по основному вопросу: о путях дальнейшего развития России. В передовой статье первого номера, принадлежавшей Елисееву, решительно отвергалось современное европейское общественное устройство и пропагандировалась реставрация исконной русской общины, не поврежденной бюрократическими перестройками и «злокачественным воздействием цивилизации». Но уже в «Политическом обозрении» Антоновича и фельетоне А. П. Щапова «С Новым годом», также имевших программный характер, выдвигается требование революционной ломки существующих отношений.
Газета боролась с наступающей реакцией в области философии, опубликовав ряд полемических статей, бичевавших П. Д. Юркевича, который выступал в Москве с публичными лекциями, направленными против материализма. В полемике «Современника» и «Русского слова» вокруг «Отцов и детей» Тургенева «Очерки» стояли на позициях, близких «Современнику».
В газете имелись следующие отделы: Телеграфические депеши, Политическое обозрение, Иностранные известия, Разные известия (подборки местных сведений из провинциальных газет), Правительственные известия. Появлялись отделы Финансовое и промышленное обозрение (вёл С. Яхонтов), Перечень некоторых более замечательных открытий, сделанных русской литературой в 1862 году (сатирическая полемика на злободневные темы) и другие.
Испугавшись ответственности за радикальное направление газеты, Очкин передал подписчиков редактору «Современного слова» Н. Г. Писаревскому и после выпуска № 94, 8 апреля 1863 года, прекратил издание.